# Крістофер Пістер
Крістофер С. Дж. Пістер («Кріс Пістер») — професор електротехніки та комп’ютерних наук Каліфорнійського університету в Берклі, засновник і технічний директор компанії Dust Networks. Він відомий своєю науковою роботою з мікроелектромеханічних систем (MEMS), їх моделюванням (симулятор SUGAR MEMS), роботою над розумним пилом і членством у консультативній групі JASON Defense Advisory Group. Він є сином колишнього декана інженерного факультету Берклі та колишнього ректора Каліфорнійського університету Карла Пістера.

## Інтернет-ресурси
- Pister at the UC Berkeley electrical engineering/computer science department website
- Pister at UC Berkeley faculty website
- UC Berkeley publications search website